# Волчонок 2
«Волчонок 2» (англ. Teen Wolf Too) — американская фантастическая комедия 1987 года, снятая режиссёром Кристофером Лейтчем по сценарию Р. Тимоти Кринга. Продолжение фильма «Волчонок». Главные роли исполнили Джейсон Бейтман, Джеймс Хэмптон, Джон Эстин и Ким Дарби.

## Сюжет
Тод Ховард поступает в университет. Он обычный юноша, мечтающий стать ветеринаром. Для этого необходимо окончить колледж и сдать биологию. Неожиданно Тод начинает ощущать происходящие в нём перемены. По стечению обстоятельств, мальчик попадает в университетскую команду по боксу. Тут Тод понимает, что, став, как и его двоюродный брат Скотт, Волчонком, он сможет заполучить всё, что захочет: прекрасные оценки, машину, деньги, славу. Подруга Тода видит не только внешние изменения в юноше. Как и его друзья Стайлз и Чабби. Тут-то и приходит на помощь дядя Гарольд…

## В ролях
- Джейсон Бейтман — Тод Ховард
- Ким Дарби — Профессор Таня Брукс
- Джеймс Хэмптон — Дядя Гарольд
- Марк Хольтон — Чабби
- Джон Остин — Дин Данн
- Пол Сэнд — Тренер Бобби Финсток
- Исти Чендлер — Никки
- Бэт Энн Миллер — Лиза Голдфласс
- Стюарт Фраткин — Руперт «Стайлз» Стилински
- Роберт Нири — Стив «Гус» Густавсон
- Рейчел Шарп — Эмили
- Уильям Х. Бёртон — Паг
- Дэвид Бёртон — Питер
- Кэтлин Фримен

## Производство
Джеймс Хэмптон и Марк Хольтон — единственные актёры, которые появились в обоих фильмах серии. Персонажи тренера Финстока и Стайлза присутствуют в сиквеле, но их роли исполнили другие актёры — Пол Сэнд и Стюарт Фраткин.

## Релиз

### Кассовые сборы
Картина собрала в США более $7,9 млн, заработав в первые выходные проката $3 млн.

### Критика
Картина, в основном, получила негативные отзывы критиков. Рейтинг фильма на портале «Rotten Tomatoes» составил 7 % на основе 14 обзоров. На портале «Metacritic» фильм набрал 8 баллов из 100 на основе 5 обзоров.
Джин Сискель и Роджер Эберт присвоили сиквелу два опущенных вниз пальца, отметив, что «вместе с картиной „Свидание с Ангелом“ мы имеем два ужасных фильма, выпущенных в один день».

## Саундтрек
1. «Do You Love Me» (4:03) — Ragtime
2. «Party Lights» (5:18) — B.G Vox Featuring Butch Stewart
3. «Outrageous» (3:48) — Oingo Boingo
4. «Not A Soul Around» (2:47) — Ed Keupper
5. «The Big Fight» (3:49) — Mark Goldenberg
6. «Who Do You Want To Be Today» (3:35) — Oingo Boingo
7. «Send Me An Angel» (3:55) — Real Life
8. «Deceiver» (2:51) — The Beat Farmers
9. «One Step Forward» (3:25) — The Desert Rose Band
10. «Wolfy» (2:06) — Mark Goldenberg